# كولن هال
كولن هال (بالإنجليزية: Colin Hall)‏ (2 فبراير 1948 بولفرهامبتن في المملكة المتحدة - ) هو لاعب كرة قدم بريطاني في مركز الوسط. لعب مع برادفورد سيتي ونادي بريستول سيتي ونوتينغهام فورست ونادي هيرفورد ونادي باث سيتي ونادي غلوستر سيتي.

## وصلات خارجية
- كولن هال على موقع قاعدة بيانات كرة القدم.إي يو (الإنجليزية)